# Single-Molecule Real-Time-sekvensering
Single-molecule real-time-sekvensering (SMRT-sekvensering) är en DNA-sekvenseringsmetod för parallelliserad enkelmolekyl. SMRT-sekvensering använder zero-mode waveguide (ZMW). Ett enda DNA polymeras-enzym är fäst vid botten av en ZMW med en enda DNA-molekyl som mall. ZMW är en struktur som skapar en upplyst observationsvolym som är tillräckligt liten för att endast observera en enda DNA-nukleotid som inkorporeras av DNA polymeras. Var och en av de fyra DNA-baserna är fäst vid en av fyra olika fluorescerande färgämnen. När en nukleotid införlivas av DNA-polymeraset klyvs den fluorescerande taggen och diffunderar ut från observationsområdet för ZMW där dess fluorescens inte längre kan observeras. En detektor detekterar den fluorescerande signalen från nukleotidinkorporeringen och base call görs enligt färgämnets motsvarande fluorescens.

## Teknologi
DNA-sekvenseringen görs på ett chipp som innehåller många ZMW. Inuti varje ZMW immobiliseras ett enda aktivt DNA-polymeras med en enda molekyl med enkelsträngad DNA-mall till botten genom vilken ljus kan tränga igenom och skapa en visualiseringskammare som möjliggör övervakning av aktiviteten hos DNA-polymeras på en enda molekylnivå. Signalen från en fosfobunden nukleotid inkorporerad av DNA-polymeras detekteras när DNA-syntesen fortskrider, vilket resulterar i sekvensering i realtid. 

### Zero-Mode Waveguide
Zero-mode waveguide (ZMW) är en nanofotonik inneslutningsstruktur som består av ett cirkulärt hål i en aluminiumbeklädnadsfilm avsatt på ett klart kiselsubstrat.
ZMW-hålen är ~70 nm i diameter och ~100 nm i djupet. På grund av ljusets beteende när det färdas genom en liten bländare sönderfaller det optiska fältet exponentiellt inuti kammaren.
Observationsvolymen i ett upplyst ZMW är ~20 zeptoliter (20 X 10−21 liter). Inom denna volym kan aktiviteten hos DNA-polymeras som innehåller en enda nukleotid lätt detekteras.

## Sekvenseringsprestanda
Sekvenseringsprestanda kan mätas i läs längd, noggrannhet och total genomströmning per experiment. Pacific Biosciences (PacBio) sekvenseringssystem som använder ZMW har fördelen med långa läslängder, även om felfrekvensen är i storleksordningen 5-15 procent och provgenomströmningen är lägre än Illumina-sekvenseringsplattformar.
Den 19 september 2018 släppte PacBio kemin Sequel 6.0 och synkroniserade kemiversionen med programvaruversionen. Prestanda kontrasteras för stora insatsbibliotek med hög molekylärt DNA (känd som high molecular weight (HMW)) jämfört med kortare insatsbibliotek under ~15 000 baser i längd. För större mallar är den genomsnittliga läslängden upp till 30 000 baser. För kortare infogade bibliotek är den genomsnittliga läslängden upp till 100 000 baser medan man läser samma molekyl i en cirkel. De senare kortare insatsbiblioteken ger sedan upp till 50 miljarder baser från en enda SMRT Cell.

## Historia
PacBio kommersialiserade SMRT-sekvensering 2011, efter att ha släppt en betaversion av sitt RS-instrument i slutet av 2010.

### RS och RS II

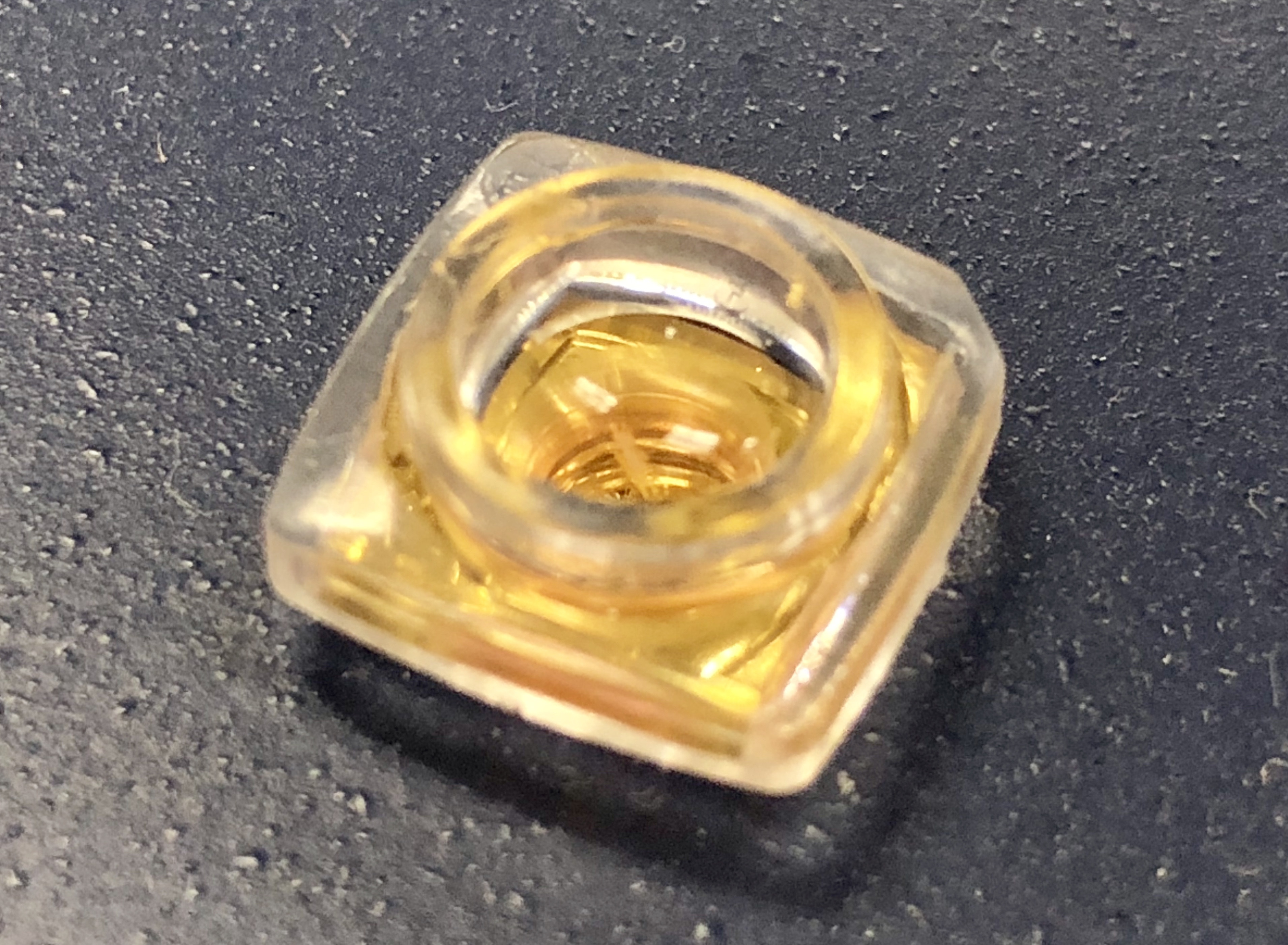
SMRT-cell för en RS eller RS II sekvenseringsinstrument

Vid kommersialisering hade läslängden en normalfördelning med ett medelvärde på cirka 1100 baser. Ett nytt kemikit som släpptes i början av 2012 ökade läslängden; en tidig kund av den citerade kemin hade genomsnittliga läslängder på 2500 till 2900 baser.
XL kemikittet som släpptes i slutet av 2012 ökade den genomsnittliga läslängden till mer än 4300 baser.
Den 21 augusti 2013 släppte PacBio nytt Binding Kit P4. Detta P4-enzym har en genomsnittlig läslängd på mer än 4300 baser när det är parat med C2 sekvenseringskemi och mer än 5000 baser när det är parat med XL-kemin. Enzymets noggrannhet liknar C2 och når QV50 mellan 30 och 40 gångers täckning. De resulterande P4-attributen gav sammansättningar av högre kvalitet med färre SMRT-celler och med förbättrad variant calling. I kombination med inmatad DNA-storleksval (med hjälp av ett elektroforesinstrument som BluePippin) ger den genomsnittliga läslängden över 7kb.
Den 3 oktober 2013 släppte PacBio en ny reagenskombination för PacBio RS II, P5 DNA polymeras med C3 kemi (P5-C3). Tillsammans utökar de sekvenseringsläslängder till i genomsnitt cirka 8500 baser, med de längsta avläsningarna som överstiger 30 000 baser. Genomströmningen per SMRT-cell är cirka 500 miljoner baser som visas genom sekvenseringsresultat från CHM1-cellinjen.
Den 15 oktober 2014 tillkännagav PacBio lanseringen av ny kemi P6-C4 för RS II-systemet, som representerar företagets sjätte generation av polymeras och fjärde generationens kemi, förlänger ytterligare den genomsnittliga läslängden till 10 000–15 000 baser, med den längsta läslängden på mer än 40 000 baser. Genomströmningen med den nya kemin förväntades vara mellan 500 miljoner till 1 miljard baser per SMRT-cell, beroende på vilket prov som sekvenserades. Detta var den slutliga versionen av kemi som släpptes för RS-instrumentet. 
Genomströmning per experiment för tekniken påverkas både av den lästa längden på DNA molekyler som sekvenserats och av den totala multiplexen för en SMRT Cell. Prototypen av SMRT Cellen innehöll cirka 3000 ZMW-hål som möjliggjorde parallelliserad DNA-sekvensering. Vid kommersialisering mönstrades SMRT Cellerna var och en med 150 000 ZMW hål som lästes i två uppsättningar om 75,000 . 
I april 2013 släppte PacBio en ny version av sekvenseringsinstrument som heter "PacBio RS II" som använder alla 150 000 ZMW hål samtidigt, vilket fördubblar genomströmningen per experiment. Det högsta genomströmningsläget i november 2013 använde P5-bindning, C3 kemi, BluePippin storleksval och en PacBio RS II. Det gav officiellt 350 miljoner baser per SMRT-cell, även om en datamängd från Human de novo släpptes med kemin i genomsnitt 500 miljoner baser per SMRT-cell. Genomströmningen varierar beroende på vilken typ av prov som sekvenseras.  Med introduktionen av P6-C4 kemi ökade den typiska genomströmningen per SMRT-cell till 500 miljoner–1 miljard baser.
|                                     | C1        | C2          | P4-XL       | P5-C3       | P6-C4           |
| ----------------------------------- | --------- | ----------- | ----------- | ----------- | --------------- |
| Genomsnittlig läslängd (base pairs) | 1100      | 2500 - 2900 | 4300 - 5000 | 8500        | 10 000 - 15 000 |
| Genomströmning per SMRT-cell        | 30M - 40M | 60M - 100M  | 250M - 300M | 350M - 500M | 500M - 1B       |

### Sequel

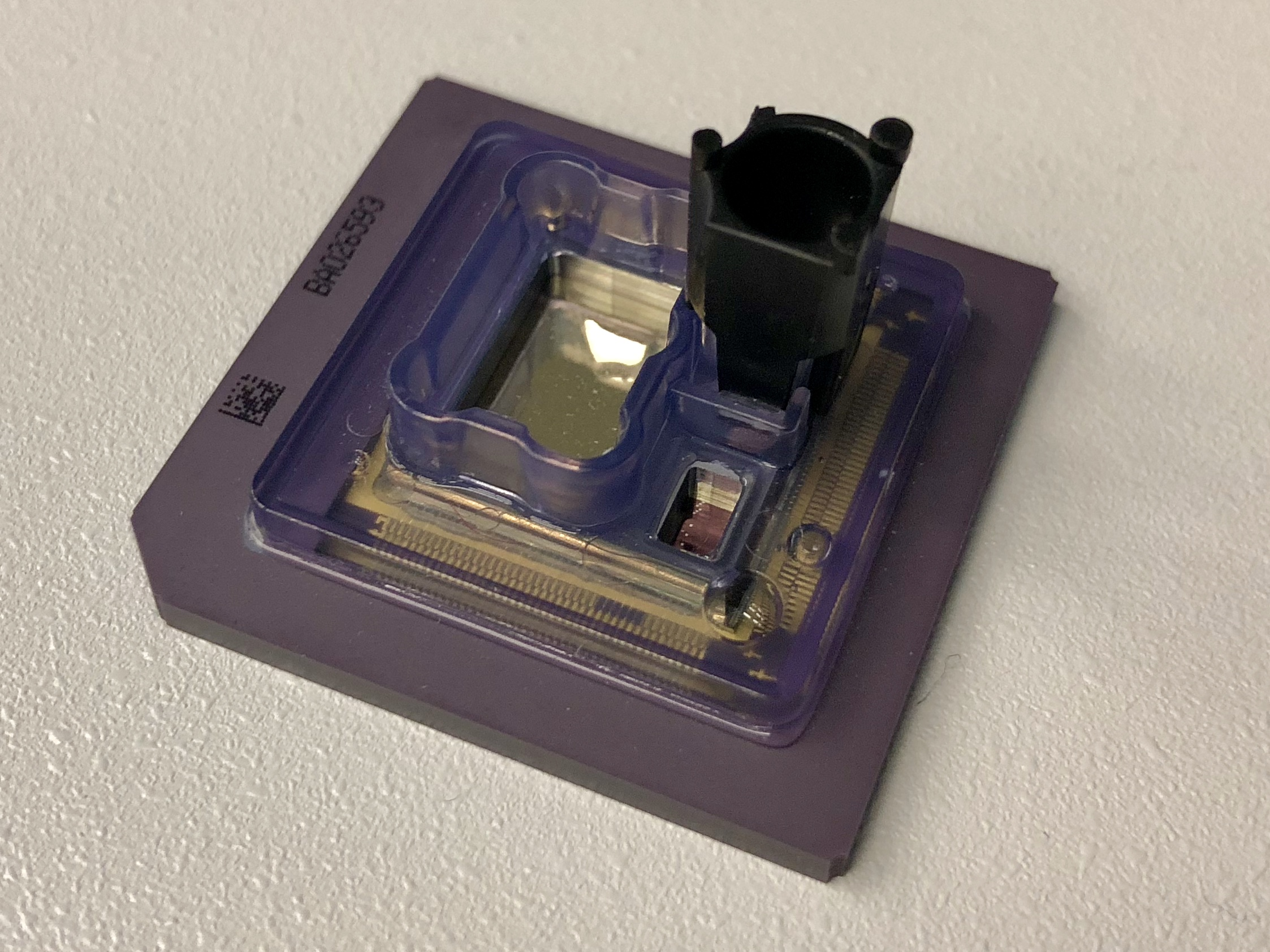
SMRT-cell för Sequel sekvenseringsinstrument

I september 2015 tillkännagav PacBio lanseringen av ett nytt sekvenseringsinstrument, Sequel System, som ökade kapaciteten till 1 miljon ZMW hål.   Med Sequel-instrumentet var de initiala läslängderna jämförbara med RS, sedan ökade kemiska utsläpp ökad läslängd.   
Den 23 januari 2017 släpptes V2-kemin som ökade genomsnittliga läslängder till mellan 10 000-18 000 baser. 
Den 8 mars 2018 släpptes 2.1-kemin. Den ökade den genomsnittliga läslängden till 20 000 baser och hälften av alla läsningar över 30 000 baser i längd. Utbytet per SMRT-cell ökade till 10 eller 20 miljarder baser, för antingen stora eller respektive kortare insättningsbiblioteken (till exempel amplikon).

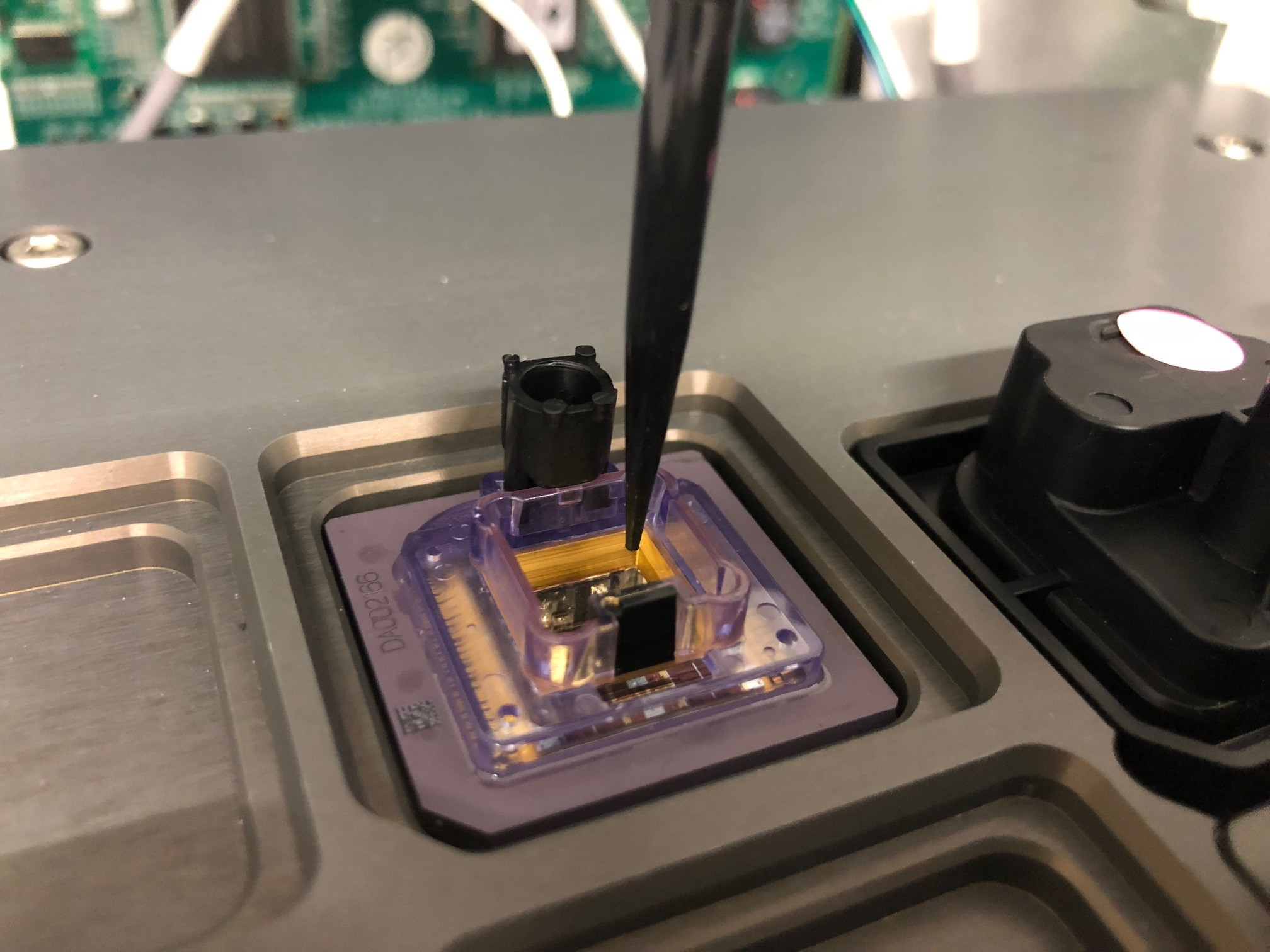
Pipetterar spets i en 8M SMRT-cell

Den 19 september 2018 tillkännagav PacBio Sequel 6.0 kemin med genomsnittliga läslängder ökade till 100 000 baser för kortare infogbiblioteken och 30 000 för biblioteken med längre infog. SMRT-cellavkastningen ökade upp till 50 miljarder baser för kortare infogbiblioteken.
|                                     | V2              | 2.1             | 6.0              |
| ----------------------------------- | --------------- | --------------- | ---------------- |
| Genomsnittlig läslängd (base pairs) | 10,000 - 18,000 | 20,000 - 30,000 | 30,000 - 100,000 |
| Genomströmning per SMRT-cell        | 5B - 8B         | 10B - 20B       | 20B - 50B        |

### 8M-chipp
I April 2019 släppte företaget en ny SMRT-cell med åtta miljoner ZMW, vilket ökade den förväntade genomströmningen per SMRT-cell med en faktor åtta. Tidiga åtkomstkunder i mars 2019 rapporterade genomströmning över 250 GB råavkastning per cell med mallar cirka 15 kB långa och 67,4 GB utbyte per cell med mallar i HMW. Systemprestanda rapporteras nu i antingen HMW kontinuerliga långa läslängder eller i förkorrigerad HiFi (även känd som Circular Consensus Sequence (CCS)). För HMW-läsningar är ungefär hälften av alla läsningar längre än 50 kB i längd. 
|                              | Tidig tillgång | 1.0             | 2.0             |
| ---------------------------- | -------------- | --------------- | --------------- |
| Genomströmning per SMRT-cell | ~67.4 GB       | Upp till 160 GB | Upp till 200 GB |

|                                            | Tidig tillgång | 1.0             | 2.0             |
| ------------------------------------------ | -------------- | --------------- | --------------- |
| Råa läsningar per SMRT-cell                | ~250 GB        | Upp till 360 GB | Upp till 500 GB |
| Korrigerade läsningar per SMRT-cell (>Q20) | ~25 GB         | Upp till 36 GB  | Upp till 50 GB  |

## Ansökan
SMRT-sekvensering kan vara tillämplig för ett brett spektrum av genomforskning. 